# Résolution 189 du Conseil de sécurité des Nations unies
Membres permanents
- Chine (Taïwan)
- États-Unis
- France
- Royaume-Uni
- URSS

Membres non permanents
- Bolivie
- Brésil
- Côte d'Ivoire
- Maroc
- Norvège
- Tchécoslovaquie

Résolution no 188 Résolution no 190
La Résolution 189  est une résolution du Conseil de sécurité des Nations unies adoptée le 4 juin 1964, dans sa 1126e séance, après avoir déploré un incident causé par la pénétration des unités de la République du Vietnam au Cambodge, a demandé une compensation pour les Cambodgiens. La résolution a alors demandé que tous les États et les autorités reconnaissent et respectent la neutralité et l'intégrité territoriale du Cambodge, et décide d'envoyer trois de ses membres pour les régions des plus récents incidents et de faire un rapport au Conseil dans les 45 jours avec des suggestions. 
Le Cambodge avait déjà porté plainte contre d'actes d'agression et d'intrusions par les sud-vietnamiens et les troupes américaines sur son territoire. 
Le 24 juillet 1964, la mission envoyée par le Conseil a indiqué que la situation à la frontière restait tendue et une solution devait encore être trouvée.

## Vote
La résolution a été approuvée à l'unanimité.

## Texte
- Résolution 189 Sur fr.wikisource.org
- Résolution 189 Sur en.wikisource.org